# Canon EOS-1Ds Mark II
1Ds 1Ds Mark III
Le Canon EOS-1 Ds Mark II est un appareil photographique reflex numérique plein format de 16,7 mégapixels fabriqué par Canon et sorti fin 2004. Succédant à l’EOS-1Ds, il est remplacé fin 2007 par le Canon EOS-1Ds Mark III. En 2005, il a reçu le prix TIPA dans la catégorie « Meilleur Reflex Numérique Professionnel ».

## Caractéristiques
- Boîtier : Reflex numérique en alliage de magnésium à objectifs interchangeables (monture EF) sauf EF-S
- Capteur : CMOS avec filtre couleur primaire (RVB) de 36 × 24 mm (plein format 35 mm)
- Processeur d'images : DIGIC II
- Définition : 16,7 millions de pixels
- Taille pixels : 7,2 × 7,2 μm
- Ratio image : 3:2
- Taille de l'image : (LF) 4992 × 3328, (M1) 3600 × 2400, (M2) 3072 × 2048, (S) 2 496 × 1664, (RAW) 4992 × 3328
- Coefficient de conversion : 1x (égal à la focale de l'objectif monté)
- Viseur : Pentaprisme avec couverture d'image 100 % et correcteur dioptrique intégré de - 3 à + 1D
- Autofocus :  45 collimateurs autofocus (zone AF)
- Mesure lumière : Mesure TTL 21 zones SPC, évaluative couplée aux collimateurs AF, sélective 8,5 %, Spot centrée 2,4 %, Spot 2,4 % liée aux collimateurs AF et Multispot sur 8 points (moyenne à prédominance centrale), correction d’exposition ± 3 IL par 1/3 ou 1/2 de valeur, mémorisation d’exposition
- Balance des blancs : Automatique avec capteur CMOS (10 réglages) + 3 paramètres personnalisés de balance des blancs
- Matrice couleur : 5 types d'espaces couleurs : 4 espaces sRVB, Adobe RGB + 2 espaces sélectionnables par l'utilisateur
- Obturateur : 30 à 1/8000 s (par incréments d'1/3), pose longue (bulb), Synchro-X maxi Flash 1/250 s
- Modes : Programme, priorité vitesse, priorité ouverture, manuel
- Mode rafale : Vue par vue, en continu max. environ 4 im./s (cadence maintenue sur 56 images (JPEG) et 12 images (RAW))
- Sensibilité : 100-1600 ISO (par incréments d'1/3), extensible à 50 ou 3 200 ISO (via le menu de prise de vues)
- Mesure flash : Flash auto E-TTL II, manuel, /-3 IL par incréments d'1/3 ou d'1/2
- Affichage : Écran LCD TFT 2 pouces, environ 230 000 pixels, couverture 100 % (pour les images JPEG)
- Enregistrement : CompactFlash de type I et II (compatible Microdrive), carte SD ou SDHC (plus de 2 Go compatible)
- Dimensions : 156 × 158 × 80 mm
- Poids :  1 215 g (boîtier uniquement)
- Alimentation : Batterie Ni-MH NP-E3
- Autonomie : Environ 1200 déclenchements à température normale (20 °C)